# Global RallyCrosss – Monachium 2 2013
Global RallyCrosss w Monachium 2013 (2) – trzecia runda Global RallyCross sezonu 2013. Zawody zostały zorganizowane w ramach igrzysk sportów ekstremalnych X-Games w Niemczech. Wyścig odbył się 30 czerwca. Miejscem zawodów był FröttmaRing, asfaltowo-szutrowy tor wybudowany obok Stadionu Olimpijskiego.

## Lista startowa
| Konstruktor                     | Samochód                    | Zespół                                     | Nr  | Kierowca           |
| ------------------------------- | --------------------------- | ------------------------------------------ | --- | ------------------ |
| Hoonigan Racing Division        | Ford Fiesta ST              | Hoonigan Racing Division                   | 43  | Ken Block          |
| LD Motorsport                   | Mini Countryman             | LD Motorsport                              | 33  | Liam Doran         |
| Marklund Motorsport             | Volkswagen Polo             | Marklund Motorsport                        | 29  | Mattias Ekström    |
| Marklund Motorsport             | Volkswagen Polo             | Marklund Motorsport                        | 92  | Anton Marklund     |
| Olsbergs MSE                    | Ford Fiesta ST              | Olsbergs MSE                               | 18  | Patrik Sandell     |
| Olsbergs MSE                    | Ford Fiesta ST              | Rockstar Energy Olsbergs MSE               | 34  | Tanner Foust       |
| Olsbergs MSE                    | Ford Fiesta ST              | Rockstar Energy Metal Mulisha Olsbergs MSE | 38  | Brian Deegan       |
| Olsbergs MSE                    | Ford Fiesta ST              | Bluebeam Olsbergs MSE                      | 57  | Toomas Heikkinen   |
| OMSE2                           | Ford Fiesta ST              | Royal Purple OMSE2                         | 7   | Townsend Bell      |
| OMSE2                           | Ford Fiesta ST              | Royal Purple OMSE2                         | 32  | Steve Arpin        |
| OMSE2                           | Ford Fiesta ST              | Rdio OMSE2                                 | 77  | Scott Speed        |
| Pastrana Racing                 | Dodge Dart                  | Pastrana Racing                            | 99  | Bryce Menzies      |
| Pastrana Racing                 | Dodge Dart                  | Pastrana Racing                            | 199 | Timur Timerzjanow  |
| Subaru Puma Rallycross Team USA | Subaru Impreza WRX STI      | Subaru Puma Rallycross Team USA            | 11  | Sverre Isachsen    |
| Subaru Puma Rallycross Team USA | Subaru Impreza WRX STI      | Subaru Puma Rallycross Team USA            | 40  | Dave Mirra         |
| Subaru Puma Rallycross Team USA | Subaru Impreza WRX STI      | Subaru Puma Rallycross Team USA            | 81  | Bucky Lasek        |
| X Team Racing                   | Mitsubishi Lancer Evolution | X Team Racing                              | 12  | Guilherme Spinelli |

## Kwalifikacje
| Pozycja | Kierowca           | Zespół                   | Samochód                    | Czas   |
| ------- | ------------------ | ------------------------ | --------------------------- | ------ |
| 1       | Toomas Heikkinen   | OlsbergsMSE              | Ford Fiesta ST              | 40.795 |
| 2       | Brian Deegan       | OlsbergsMSE              | Ford Fiesta ST              | 41.311 |
| 3       | Patrik Sandell     | OlsbergsMSE              | Ford Fiesta ST              | 41.400 |
| 4       | Mattias Ekström    | Marklund Motorsport      | Volkswagen Polo             | 41.528 |
| 5       | Sverre Isachsen    | Subaru PUMA Rallycross   | Subaru Impreza WRX STI      | 41.550 |
| 6       | Ken Block          | Hoonigan Racing Division | Ford Fiesta ST              | 41.692 |
| 7       | Tanner Foust       | OlsbergsMSE              | Ford Fiesta ST              | 41.870 |
| 8       | Anton Marklund     | Marklund Motorsport      | Volkswagen Polo             | 41.922 |
| 9       | Steve Arpin        | OMSE2                    | Ford Fiesta ST              | 42.096 |
| 10      | Timur Timerzjanow  | Pastrana Racing          | Dodge Dart                  | 42.299 |
| 11      | Liam Doran         | LD Motorsports           | Mini Countryman             | 42.328 |
| 12      | Bryce Menzies      | Pastrana Racing          | Dodge Dart                  | 42.334 |
| 13      | Bucky Lasek        | Subaru PUMA Rallycross   | Subaru Impreza WRX STI      | 42.370 |
| 14      | Scott Speed        | OMSE2                    | Ford Fiesta ST              | 42.514 |
| 15      | Townsend Bell      | OMSE2                    | Ford Fiesta ST              | 42.598 |
| 16      | Guilherme Spinelli | X Team Racing            | Mitsubishi Lancer Evolution | 42.734 |
| 17      | Dave Mirra         | Subaru PUMA Rallycross   | Subaru Impreza WRX STI      |        |

## Wyścig

### Półfinał I - 6 okr.
| Nr | Kierowca           | Zespół              | Samochód                    |
| -- | ------------------ | ------------------- | --------------------------- |
| 57 | Toomas Heikkinen   | OlsbergsMSE         | Ford Fiesta ST              |
| 92 | Anton Marklund     | Marklund Motorsport | Volkswagen Polo             |
| 32 | Steve Arpin        | OMSE2               | Ford Fiesta ST              |
| 12 | Guilherme Spinelli | X Team Racing       | Mitsubishi Lancer Evolution |

Na starcie Heikkinen wyszedł na prowadzenie, na drugiej pozycji znalazł się Marklund. Fin skorzystał ze skrótu na pierwszym okrążeniu, a na drugim skrótem pojechał Arpin wyprzedzając Marklunda. Szwed jednak był blisko i na kolejnym okrążeniu spróbował ataku. Doszło do kontaktu, Arpin wpadł w poślizg, ale wybronił się i utrzymał swoją pozycję. Na trzecim okrążeniu skrótem pojechał Marklund, i wyjechał niemal równo z Arpinem. W pierwszym zakręcie znów doszło do kontaktu, Arpin się poślizgnął, a Marklund uderzył swoim Volkswagenem w bariery z opon. Heikkinen dowiózł pierwsze miejsce spokojnie do mety.
| Pozycja | Kierowca           | Zespół              | Samochód                    |
| ------- | ------------------ | ------------------- | --------------------------- |
| 1       | Toomas Heikkinen   | OlsbergsMSE         | Ford Fiesta ST              |
| 2       | Steve Arpin        | OMSE2               | Ford Fiesta ST              |
| 3       | Guilherme Spinelli | X Team Racing       | Mitsubishi Lancer Evolution |
| 4       | Anton Marklund     | Marklund Motorsport | Volkswagen Polo             |

### Półfinał II - 6 okr.
| Nr | Kierowca        | Zespół                 | Samochód               |
| -- | --------------- | ---------------------- | ---------------------- |
| 29 | Mattias Ekström | Marklund Motorsport    | Volkswagen Polo        |
| 11 | Sverre Isachsen | Subaru PUMA Rallycross | Subaru Impreza WRX STI |
| 99 | Bryce Menzies   | Pastrana Racing        | Dodge Dart             |
| 81 | Bucky Lasek     | Subaru PUMA Rallycross | Subaru Impreza WRX STI |

Ekström objął prowadzenie na starcie wyścigu, Lasek znalazł się na drugiej pozycji. Lasek i Isachsen na pierwszym okrążeniu pojechali skrótem utrzymując drugą i trzecią pozycję. Na trzecim okrążeniu Isachsen wyprzedził Laska. Na ostatnim okrążeniu skrótem pojechał Ekström, który wygrał wyścig.
| Pozycja | Kierowca        | Zespół                 | Samochód               |
| ------- | --------------- | ---------------------- | ---------------------- |
| 1       | Mattias Ekström | Marklund Motorsport    | Volkswagen Polo        |
| 2       | Sverre Isachsen | Subaru PUMA Rallycross | Subaru Impreza WRX STI |
| 3       | Bucky Lasek     | Subaru PUMA Rallycross | Subaru Impreza WRX STI |
| 4       | Bryce Menzies   | Pastrana Racing        | Dodge Dart             |

### Półfinał III - 6 okr.
| Nr | Kierowca       | Zespół                   | Samochód               |
| -- | -------------- | ------------------------ | ---------------------- |
| 18 | Patrik Sandell | OlsbergsMSE              | Ford Fiesta ST         |
| 43 | Ken Block      | Hoonigan Racing Division | Ford Fiesta ST         |
| 33 | Liam Doran     | LD Motorsports           | Mini Countryman        |
| 77 | Scott Speed    | OMSE2                    | Ford Fiesta ST         |
| 40 | Dave Mirra     | Subaru PUMA Rallycross   | Subaru Impreza WRX STI |

Po starcie na prowadzenie wysunął się Doran, a tuż za nim znalazł się Block. Obydwaj skorzystali ze skrótu na pierwszym okrążeniu, na drugim pojechał nim Speed, a na trzecim Mirra wyprzedzając w ten sposób Speeda i awansując na czwartą pozycję. Doran utrzymał prowadzenie aż do mety, a Sandell pojechał skrótem na ostatnim okrążeniu kończąc wyścig tuż za zderzakiem Blocka.
| Pozycja | Kierowca       | Zespół                   | Samochód               |
| ------- | -------------- | ------------------------ | ---------------------- |
| 1       | Liam Doran     | LD Motorsports           | Mini Countryman        |
| 2       | Ken Block      | Hoonigan Racing Division | Ford Fiesta ST         |
| 3       | Patrik Sandell | OlsbergsMSE              | Ford Fiesta ST         |
| 4       | Dave Mirra     | Subaru PUMA Rallycross   | Subaru Impreza WRX STI |
| 5       | Scott Speed    | OMSE2                    | Ford Fiesta ST         |

### Półfinał IV - 6 okr.
| Nr  | Kierowca          | Zespół          | Samochód       |
| --- | ----------------- | --------------- | -------------- |
| 34  | Tanner Foust      | OlsbergsMSE     | Ford Fiesta ST |
| 199 | Timur Timerzjanow | Pastrana Racing | Dodge Dart     |
| 7   | Townsend Bell     | OMSE2           | Ford Fiesta ST |
| 38  | Brian Deegan      | OlsbergsMSE     | Ford Fiesta ST |

Po starcie Foust wysunął się na prowadzenie, a Deegan po wewnętrznej wyprzedził Timerzjanowa i awansował na drugą pozycję. Foust poszedł w jednym z zakrętów zbyt szeroko i stracił pozycję na rzecz Deegana. Obydwaj zawodnicy skorzystali ze skrótu na pierwszym okrążeniu. Na trzecim okrążeniu ze skrótu skorzystali Timerzjanow i Bell, wyjeżdżając na trzeciej i czwartej pozycji. Deegan dojechał niezagrożony do mety wygrywając wyścig.
| Pozycja | Kierowca          | Zespół          | Samochód       |
| ------- | ----------------- | --------------- | -------------- |
| 1       | Brian Deegan      | OlsbergsMSE     | Ford Fiesta ST |
| 2       | Tanner Foust      | OlsbergsMSE     | Ford Fiesta ST |
| 3       | Timur Timerzjanow | Pastrana Racing | Dodge Dart     |
| 4       | Townsend Bell     | OMSE2           | Ford Fiesta ST |

### Wyścig ostatniej szansy - 4 okr.
| Nr  | Kierowca           | Zespół                 | Samochód                    |
| --- | ------------------ | ---------------------- | --------------------------- |
| 18  | Patrik Sandell     | OlsbergsMSE            | Ford Fiesta ST              |
| 199 | Timur Timerzjanow  | Pastrana Racing        | Dodge Dart                  |
| 81  | Bucky Lasek        | Subaru PUMA Rallycross | Subaru Impreza WRX STI      |
| 12  | Guilherme Spinelli | X Team Racing          | Mitsubishi Lancer Evolution |
| 92  | Anton Marklund     | Marklund Motorsport    | Volkswagen Polo             |
| 99  | Bryce Menzies      | Pastrana Racing        | Dodge Dart                  |
| 7   | Townsend Bell      | OMSE2                  | Ford Fiesta ST              |
| 40  | Dave Mirra         | Subaru PUMA Rallycross | Subaru Impreza WRX STI      |
| 77  | Scott Speed        | OMSE2                  | Ford Fiesta ST              |

Lasek miał problem na starcie, na prowadzenie wysunął się Sandell, a na drugiej pozycji znalazł się Timerzjanow. Mirra uderzył w bariery z opon i zatrzymał się na torze. Speed szybko uporał się z Timerzjanowem i awansował na drugą pozycję. Pierwsza dwójka pojechała skrótem na pierwszym okrążeniu. Zaraz po tym wyścig został przerwany z powodu stojącego na torze samochodu Mirry.
Wyścig został wznowiony na cztery okrążenia, w restarcie brali udział wszyscy zawodnicy poza Mirrą. Na starcie Timerzjanow wyszedł na prowadzenie, Bell awansował na drugą pozycję, a trzeci Marklund został uderzony przez Speeda i obrócił się. Dla Szweda jak i dla Amerykanina był to koniec wyścigu. Timerzjanow i Bell skorzystali ze skrótu na pierwszym okrążeniu. Wyścig został przerwany z powodu stojącego pośrodku toru VW Polo Marklunda.
Wyścig został ponownie wznowiony na cztery okrążenia. Pierwsze miejsce zajął w nim Towsend Bell, a drugi na mecie był Guilherme Spinelli.
| Pozycja | Kierowca           | Zespół                 | Samochód                    | Okrążenia | Czas        |
| ------- | ------------------ | ---------------------- | --------------------------- | --------- | ----------- |
| 1       | Townsend Bell      | OMSE2                  | Ford Fiesta ST              | 4         | 2:54.837    |
| 2       | Guilherme Spinelli | X Team Racing          | Mitsubishi Lancer Evolution | 4         | + 00:04.961 |
| 3       | Bucky Lasek        | Subaru PUMA Rallycross | Subaru Impreza WRX STI      | 3         | + 1 okr.    |
| 4       | Timur Timerzjanow  | Pastrana Racing        | Dodge Dart                  | 0         | + 4 okr.    |
| 5       | Patrik Sandell     | OlsbergsMSE            | Ford Fiesta ST              | 0         | + 4 okr.    |
| 6       | Dave Mirra         | Subaru PUMA Rallycross | Subaru Impreza WRX STI      | 0         | + 4 okr.    |
| 7       | Scott Speed        | OMSE2                  | Ford Fiesta ST              | 0         | + 4 okr.    |
| 8       | Anton Marklund     | Marklund Motorsport    | Volkswagen Polo             | 0         | + 4 okr.    |
| 9       | Bryce Menzies      | Pastrana Racing        | Dodge Dart                  | 0         | + 4 okr.    |

### Finał - 10 okr.
| Nr | Kierowca           | Zespół                   | Samochód                    |
| -- | ------------------ | ------------------------ | --------------------------- |
| 57 | Toomas Heikkinen   | OlsbergsMSE              | Ford Fiesta ST              |
| 38 | Brian Deegan       | OlsbergsMSE              | Ford Fiesta ST              |
| 29 | Mattias Ekström    | Marklund Motorsport      | Volkswagen Polo             |
| 33 | Liam Doran         | LD Motorsports           | Mini Countryman             |
| 11 | Sverre Isachsen    | Subaru PUMA Rallycross   | Subaru Impreza WRX STI      |
| 43 | Ken Block          | Hoonigan Racing Division | Ford Fiesta ST              |
| 34 | Tanner Foust       | OlsbergsMSE              | Ford Fiesta ST              |
| 32 | Steve Arpin        | OMSE2                    | Ford Fiesta ST              |
| 7  | Townsend Bell      | OMSE2                    | Ford Fiesta ST              |
| 12 | Guilherme Spinelli | X Team Racing            | Mitsubishi Lancer Evolution |

Podczas startu Ken Block popełnił falstart, po czym zatrzymał się jeszcze na moment czekając na sygnał do startu. W pierwszym zakręcie na prowadzenie wysunął się Doran wyprzedzając po zewnętrznej Heikkinena. Isachsen natomiast wpadł w bariery opon, co podbiło bok jego samochodu tak, że przez moment jechał na dwóch kołach. Niewiele brakowało, by dachował, ale jego Subaru oparło się o samochód Ekströma. W następnym zakręcie Heikkinen wyprzedził Dorana. Na trzeciej pozycji znalazł się Deegan, a na czwartej Foust. Heikkinen, Doran, Deegan, Bell i Ekström skorzystali ze skrótu na pierwszym okrążeniu. Deegan mimo to został wyprzedzony przez Tannera Fousta. Chwilę potem wycofał się z wyścigu z powodu uszkodzonego zawieszenia. Na drugim okrążeniu Ken Block zjechał odbyć karę za falstart, po czym wrócił na tor na ostatniej pozycji. Tymczasem skrótem pojechał Isachsen awansując na czwartą pozycję. Na trzecim okrążeniu skrótem pojechał Spinelli, a na kolejnym Block wyprzedzając Brazylijczyka. Na piątym okrążeniu skrót wykorzystał Foust utrzymując trzecią pozycję, a Bell dogonił Ekströma i zaczął atakować piątą pozycję. Podczas szóstego okrążeniu skrótem pojechał Arpin, jednak nie pomogło mu to w obronie się przed Blockiem. Na ostatnim okrążeniu Block, który znalazł się już na piątej pozycji, zaatakował Ekströma, ale wypadł z toru i Szwed odzyskał czwarte miejsce dowożąc je już do mety. Block musiał zadowolić się piątą pozycją, która i tak została mu później odebrana przez sędziów. Zwycięstwo odniósł Toomas Heikkinen, drugi był Liam Doran, a trzeci Tanner Foust.
| Pozycja | Kierowca           | Zespół                   | Samochód                    | Okrążenia | Czas        |
| ------- | ------------------ | ------------------------ | --------------------------- | --------- | ----------- |
| 1       | Toomas Heikkinen   | OlsbergsMSE              | Ford Fiesta ST              | 10        | 7:01.626    |
| 2       | Liam Doran         | LD Motorsports           | Mini Countryman             | 10        | +00:04.442  |
| 3       | Tanner Foust       | OlsbergsMSE              | Ford Fiesta ST              | 10        | +00:09.608  |
| 4       | Mattias Ekström    | Marklund Motorsport      | Volkswagen Polo             | 10        | +00:20.787  |
| 5       | Steve Arpin        | OMSE2                    | Ford Fiesta ST              | 10        | +00:23.822  |
| 6       | Townsend Bell      | OMSE2                    | Ford Fiesta ST              | 10        | +00:26.407  |
| 7       | Guilherme Spinelli | X Team Racing            | Mitsubishi Lancer Evolution | 10        | + 00:30.386 |
| 8       | Sverre Isachsen    | Subaru PUMA Rallycross   | Subaru Impreza WRX STI      | 9         | + 1 okr.    |
| 9       | Brian Deegan       | OlsbergsMSE              | Ford Fiesta ST              | 1         | + 9 okr.    |
| 10      | Ken Block          | Hoonigan Racing Division | Ford Fiesta ST              | 0         | DYS         |